# Ante Žižić
Ante Toni Žižić (ur. 4 stycznia 1997 w Splicie) – chorwacki koszykarz, występujący na pozycji środkowego, obecnie zawodnik Maccabi Tel Awiw.
22 sierpnia 2017 trafił w wyniku wymiany do Cleveland Cavaliers.
25 sierpnia 2020 został zawodnikiem Maccabi Tel Awiw.

## Osiągnięcia
Stan na 28 sierpnia 2020, na podstawie, o ile nie zaznaczono inaczej.
Drużynowe
- Wicemistrz Chorwacji (2015, 2016)
- 4. miejsce podczas mistrzostw Turcji (2017)

Indywidualne
- MVP:
  - miesiąca ligi adriatyckiej (październik 2016)
  - kolejki ligi:
    - adriatyckiej (4, 7, 9, 12 – 2016/17)
    - chorwackiej (2, 7, 9, 13 – 2015/16)
- Najlepszy prospekt ligi adriatyckiej – ABA League Top Prospect (2016)
- Wybrany do I składu Pucharu FIBA Europa (2016)
- Uczestnik meczu gwiazd ligi chorwackiej (2015)
- Lider ligi adriatyckiej w zbiórkach (2016)

Reprezentacja
- Zwycięzca kwalifikacji do igrzysk olimpijskich (2016)
- Wicemistrz świata U–19 (2015)
- Brązowy medalista mistrzostw Europy U–18 (2014)
- Uczestnik mistrzostw Europy:
  - U–18 (2014, 2015 – 12. miejsce)
  - U–16 (2013 – 6. miejsce)
- Lider mistrzostw Europy U–16 w:
  - zbiórkach (2013)
  - blokach (2013)